# Belchamp Otten
Belchamp Otten è un villaggio e parrocchia civile dell'Inghilterra, appartenente alla contea dell'Essex.